# Alisa (együttes)
Az Alisa (oroszul: Алиса) orosz rockegyüttes, amely 1983-ban alakult Leningrádban. Korábbi lemezeik inkább new wave és post-punk hangzással rendelkeznek, míg újabb albumaik inkább a hard rock/alternatív rock stílusokba sorolhatóak. 
Az együttes a legnépszerűbb orosz rockegyüttesek közé tartozik.
A kilencvenes évektől kezdve szövegeik témája egyre inkább a kereszténység lett, ugyanis énekesük 1992-ben megkeresztelkedett. Ugyanettől az évtizedtől kezdve fontos szerepet kap a hazaszeretet témája is szövegeik során.

## Tagok
- Konstantin Kinchev - ének, gitár (1985–)
- Petr Samoylov - basszusgitár, vokál (1986-), ének (1983), gitár, vokál (1985—1986)
- Dmitri Parfyonov - billentyűk, programozás, vokál, gitár (2000-)
- Andrey Vdovichenko - dob (2003–), ex- N.E.P.
- Pavel Zelitskiy - gitár (2018–)
- Alexander Pyankov — gitár (2019—)

## Korábbi tagok
- Boris Borisov - ének, szaxofon (1983)
- Lyudmila "Teri" Kolot - ének (1986)
- Svetoslav "Alisa" Zadery - basszusgitár, ének (1983–1986, 2011-ben elhunyt)[3]
- Pavel "Pol Khan" Kondratenko - billentyűk (1983–1988)
- Alexander Zhuravlev - szaxofon (1987–1988)
- Igor "Chuma" Chumychkin - gitár (1988–1993)
- Andrey Korolev - billentyűk (1989–1993)
- Alexander Ponomarev - gitár (1996–1998)
- Andrey Shatalin - gitár (1983–1985, 1986-1988, 1989-2003)
- Mikhail Nefedov - dob (1983–2003)
- Igor Romanov - gitár (2003-2018)
- Evgeniy Lyovin - gitár (1998-2019)